# مورد توجه (ترانه)
«مورد توجه» (به انگلیسی: Limelight) تک‌آهنگی از هنرمند اهل فرانسه آلیزه ژاکوته است که در سال ۲۰۱۰ میلادی منتشر شد.